# Garibaldilegion (Polen)

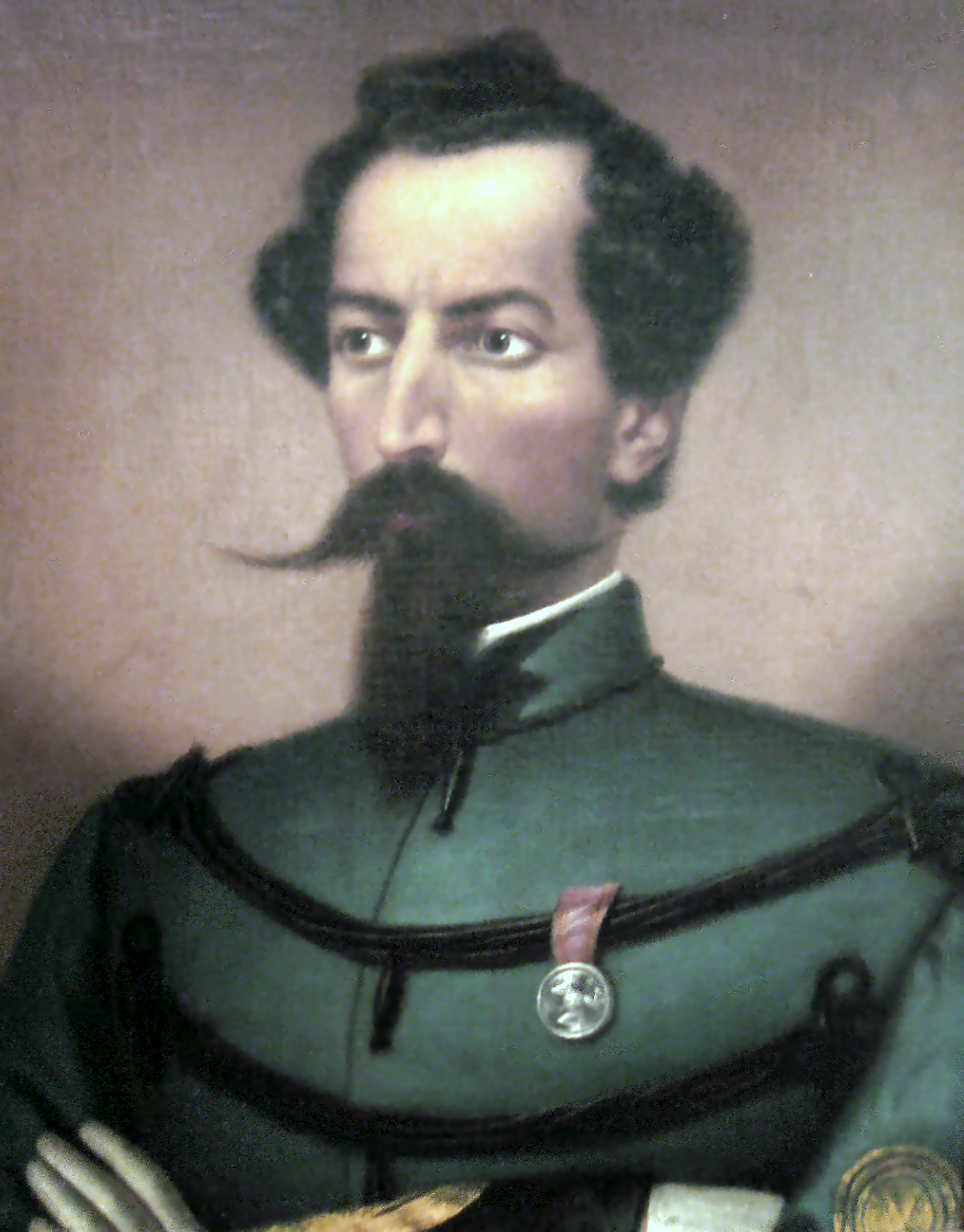
Francesco Nullo

Die Garibaldilegion (polnisch Garibaldczycy) waren die 1863/1864 im Königreich Italien aufgestellten Truppen, die im polnischen Januaraufstand auf Seiten der Aufständischen kämpften. Die Soldaten sollten für die Unabhängigkeit Polens kämpfen.
Die Legion wurde nach Giuseppe Garibaldi benannt und von seinem Sohn Menotti Garibaldi organisiert. Befehlshaber wurde General Francesco Nullo. Nachdem dieser gefallen war, wurde Stefano Elia Marchetti Befehlshaber und nach dessen Tod Luigi Caroli, der 1865 in russischer Gefangenschaft verstarb.